# Culex gamma
Culex gamma är en tvåvingeart som beskrevs av Seguy 1924. Culex gamma ingår i släktet Culex och familjen stickmyggor.
Artens utbredningsområde är Algeriet. Inga underarter finns listade i Catalogue of Life.